# Photoemissionselektronenmikroskopie

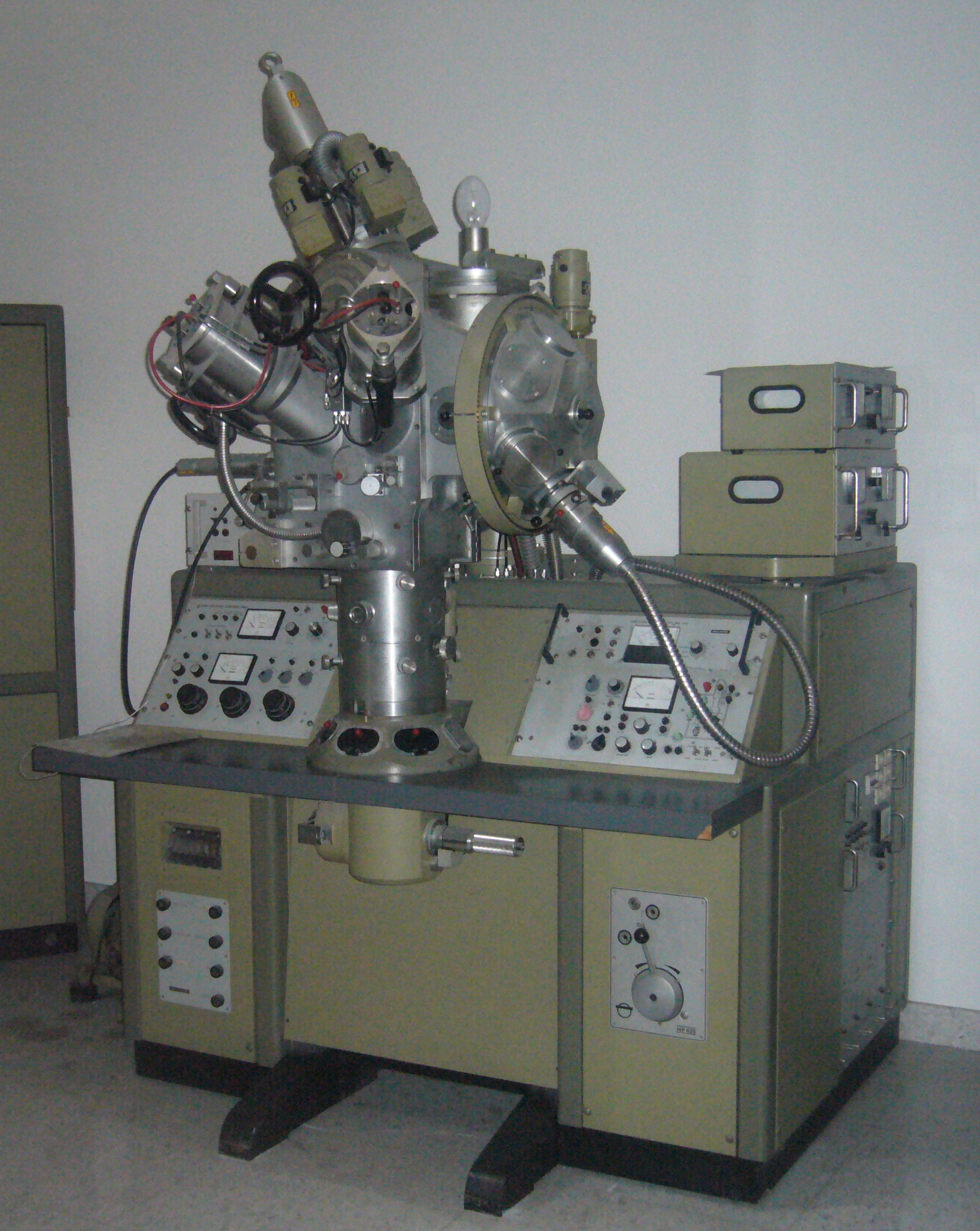
Photoemissionselektronenmikroskop von 1971, konstruiert von Wegmann und Ruska.

Die Photoemissionselektronenmikroskopie (englisch photo emission electron microscopy, PEEM) ist eine mit der Photoelektronenspektroskopie (PES) und der Elektronenmikroskopie verwandte, analytische Methode zur Untersuchung von Oberflächenphänomenen. Sie ist charakterisiert durch die Aufnahme einer zweidimensionalen Intensitätsverteilung der Photoelektronen und ergibt somit ein vergrößertes Bild der Probenoberfläche. Es handelt sich somit, charakteristisch für Mikroskope, um eine abbildende Messtechnik.

## Messprinzip
Ähnlich wie bei der Photoelektronenspektroskopie (PES) werden bei der PEEM durch den Photoeffekt Elektronen aus der Probe herausgelöst. Anders als bei der PES wird dabei nicht die Anzahl der Elektronen einer durch den Analysator ausgewählten kinetischen Energie gemessen, sondern man interessiert sich vielmehr für die Intensitätsverteilung der Photoelektronen eines zweidimensionalen Bereichs der Probe. Dazu werden die emittierten Photoelektronen mittels eines starken elektrostatischen Feldes zwischen Probe und Abbildungssäule gesammelt, wobei das Elektronenbild im Anschluss mit mehreren koaxialen Elektronenlinsen vergrößert wird. Die so ausgewählten Elektronen treffen auf einen Leuchtschirm und erzeugen ein Bild, das wiederum über eine CCD-Kamera abgebildet werden kann. Der direktere Weg der Abbildung geht über eine Mikrokanalplatte (engl. channel plate): große Anzahl von zweidimensional angeordneten Kanalelektronenvervielfachern (engl. channeltrons).
Als Lichtquellen werden übliche Laborlichtquellen im UV-Bereich wie Quecksilber- (hν = 4,9 eV) und Deuteriumlampen (hν = 6,4 eV), oder auch Synchrotronstrahlung genutzt. Letztere ermöglicht es durch ihre hohe Energie und Intensität auch Photoelektronen der inneren Schalen abzubilden.

## Auswertung der Messung
Die Variation der Intensität der Elektronenausbeute wird bei der Messung direkt in Echtzeit am Bildschirm dargestellt. Sie beruht im Allgemeinen beim PEEM auf den unterschiedlichen Austrittsarbeiten der untersuchten topographischen Bereiche der Probe. Auf diese Art können verschiedene Eigenschaften wie z. B. Topografie der Oberfläche, Unterschiede der Austrittsarbeit verschiedener Stoffe, chemische Zusammensetzung oder unter Verwendung von polarisiertem Licht (insbesondere Synchrotronstrahlung) auch magnetische Eigenschaften durch eine Kontrastabstufung in Echtzeit mit einer Auflösung von bis zu 20 nm sichtbar gemacht werden.

## XPS-Mikroskop oder auch μ-ESCA
Durch den Einbau eines Mikroanalysators in den Strahlengang, der die kinetische Energie der Photoelektronen selektiert (analog zur normalen PES) sowie durch die Verwendung von schmalbandigen und kurzwelligen Anregungslichtquellen, wie z. B. Synchrotronstrahlung, ist es möglich, auch lateral aufgelöste XPS durchzuführen. Die Bezeichnung μ-ESCA (ESCA steht für Electron Spectroscopy for Chemical Analysis, englisch für Photoelektronenspektroskopie zur chemischen Analyse) beschreibt die chemische Analyse eines Mikrometer-großen Bereiches der Probe. Damit ist sowohl eine Bestimmung der Elementzusammensetzung der Probe als auch die Untersuchung lokaler Unterschiede der elektronischen Eigenschaften möglich.